# 特里普勒维尔
特里普勒维尔（法語：Tripleville，法語發音：[tʁipləvil]）是法国卢瓦-谢尔省布卢瓦区曾经的一个市镇。2016年1月1日，特里普勒维尔与临近的6个市镇合并为新市镇博斯拉罗迈讷，并成为了博斯拉罗迈讷的委派市镇。

## 地理
特里普勒维尔（47°56'37"N, 1°29'10"E）面积13.07 平方千米，位于法国中央-卢瓦尔河谷大区卢瓦-谢尔省，该省份为法国中北部省份，北起厄尔-卢瓦省，东北接卢瓦雷省，东南接谢尔省，南至安德尔省，西南接安德尔-卢瓦尔省，西北接萨尔特省。
与特里普勒维尔接壤的市镇（或旧市镇、城区）包括：比纳、芒布罗勒、博斯拉罗迈讷、普雷努韦隆、韦尔德、乌祖埃勒马尔谢。
特里普勒维尔的时区为UTC+01:00、UTC+02:00（夏令时）。

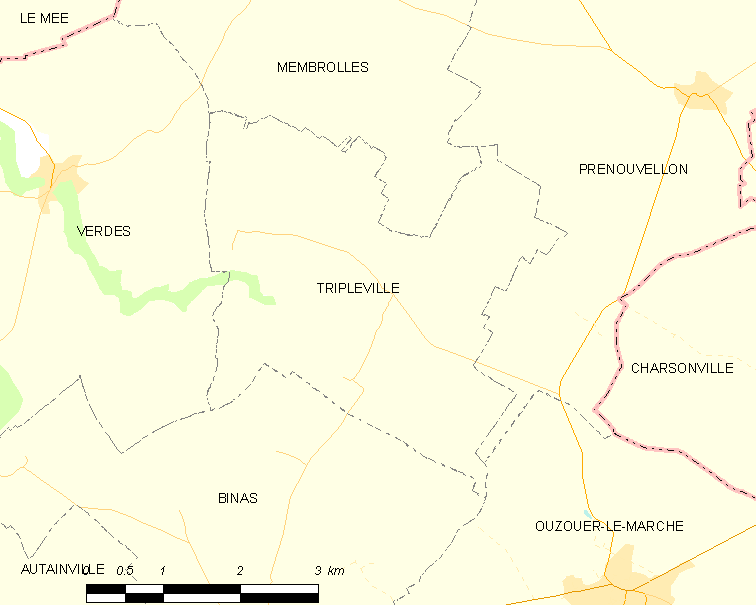
特里普勒维尔的OSM定位图

## 行政
特里普勒维尔的邮政编码为41240，INSEE市镇编码为41264。

## 政治
特里普勒维尔所属的省级选区为拉博斯县。

## 人口

1962-2008年间特里普勒维尔人口变化图示

特里普勒维尔于2018年1月1日时的人口数量为176人。